# Росош (Седлецький повіт)
Росош (пол. Rososz) — село в Польщі, у гміні Котунь Седлецького повіту Мазовецького воєводства.
Населення — 176 осіб (2011).
У 1975-1998 роках село належало до Седлецького воєводства.

## Демографія
Демографічна структура станом на 31 березня 2011 року:
|          | Загалом | Допрацездатний вік | Працездатний вік | Постпрацездатний вік |
| -------- | ------- | ------------------ | ---------------- | -------------------- |
| Чоловіки | 82      | 18                 | 56               | 8                    |
| Жінки    | 94      | 20                 | 55               | 19                   |
| Разом    | 176     | 38                 | 111              | 27                   |